# جامع صالح أفندي
جامع صالح أفندي مسجد كبير من مساجد بغداد ويقع في الأعظمية بمنطقة السفينة، وشيدهُ وبناهُ صالح أفندي، وعهد بهِ إلى البناء (ابراهيم جميل شهاب العبيدي المعمار)، وبدأ في بناؤه عام 1377 هـ/1957م، وأنتهى من تشييده في عام 1378 هـ/1959م، كما هو مثبت على الباب الرئيسي للجامع، وافتتح الجامع يوم الخميس 5 رمضان عام 1381هـ/1961م، وللجامع بابان أحدهما على الشارع الرئيسي (شارع ابن النديم)، والباب الثاني صغير، ولقد حبس عليهِ الواقف أوقافاً كثيرة، وتقام فيهِ صلاة الجمعة وصلاة العيدين والصلوات الخمس ومجالس الوعظ والأرشاد وفيه قاعة لإقامة الاحتفالات والمناسبات الدينية، ويحتوي أيضاً على منزل للإمام والخطيب، ومنزل آخر، وتبلغ مساحة الجامع 1200م2، وفيه مصلى يسع لأكثر من 800 مصل، ويحتوي الحرم على قبة كبيرة مغطاة بالكاشي الكربلائي، وبجانبها منارة مئذنة عالية مغطاة بالكاشي المزجج الكربلائي، ترتفع حوالي 25 مترا، كما يحتوي الجامع على مصلى صيفي مسقف أمام الحرم.
وباني المسجد هو صالح بن إبراهيم المعروف بصالح أفندي وهو ضابط عسكري من رجالات الدولة العثمانية، قدم إلى بغداد عام 1904م، صحبة الفريق صدقي باشا قائد الفيلق السادس في الجيش العثماني، وعين في بغداد، مراقباً للأعمال العسكرية الميكانيكية، ثم قرر الإقامة فيها، وتزوج من بنت السيد فتاح باشا، وأتفق معه على بناء معمل لصنع الأقمشة والبطانيات في الكاظمية، وهو أول معمل في العراق للأقمشة، وتوفي صالح أفندي يوم 16 حزيران عام 1962م، ودفن في غرفة خاصة في مسجدهِ.